# Armida (Haydn)

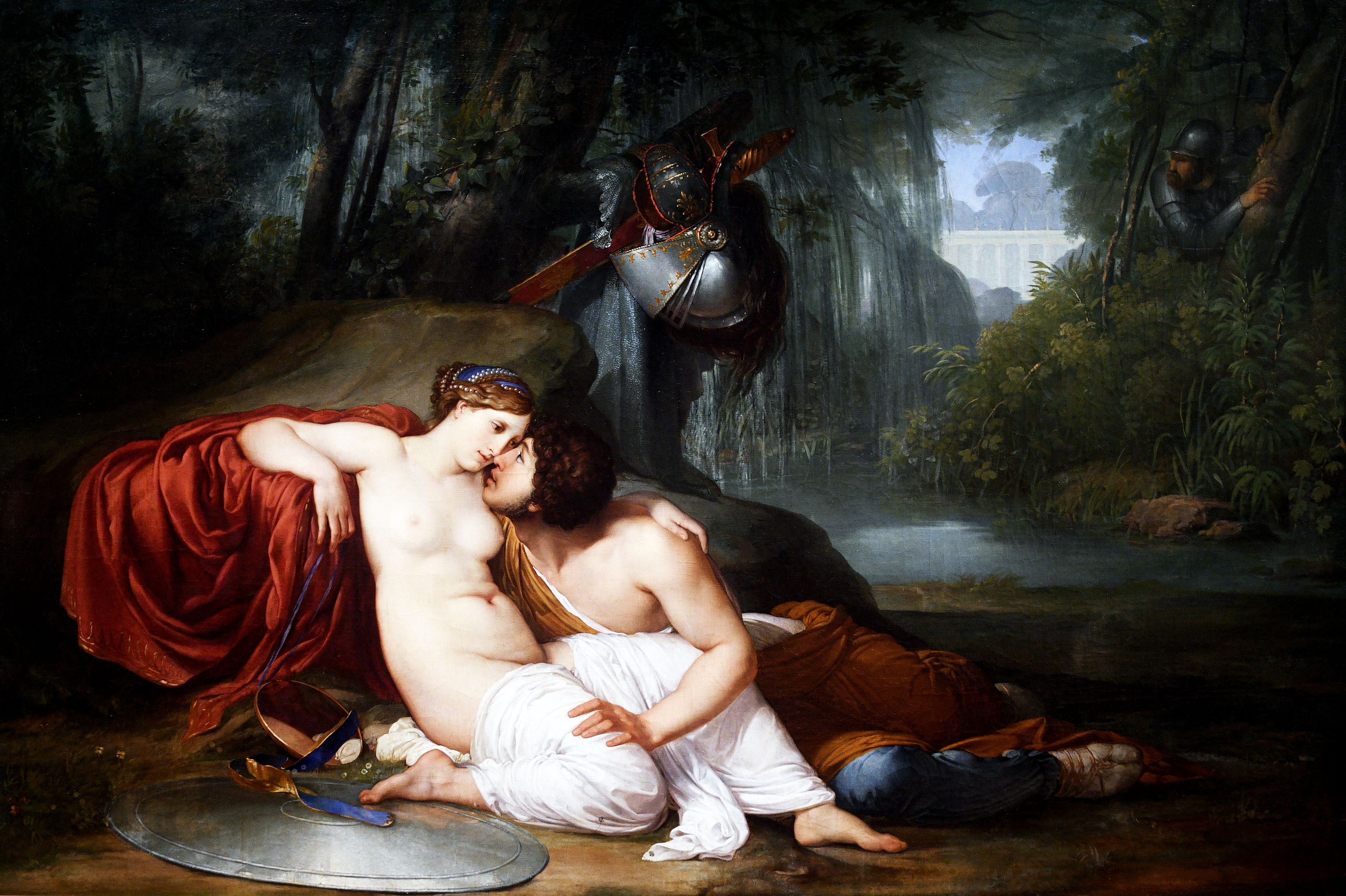
Rinaldo e Armida, por Francesco Hayez.

Armida é uma ópera em três atos escrita por Joseph Haydn, com libreto de Nunziato Porta, baseada em um episódio da epopeia Gerusalemme Liberata, de Torquato Tasso. Estreou aos 16 de fevereiro de 1784, em Esterháza.

## Sinopse
A ópera narra a história de Armida, guerreira síria que defende a cidade de Damasco contra as cruzadas sob o auxílio de Rinaldo, que a ama. Decidido a seguir o dever em vez do amor, Rinaldo a abandona, mas quase lhe é permitido vê-la de volta, por meio dos poderes da murta mágica, numa floresta encantada. Rinaldo golpeia a árvore e é salvo, ainda sofrendo as dores do amor, mas seguindo o seu senso de responsabilidade.